# Sat in your lap
Sat in your lap is een single van singer-songwriter Kate Bush. Het nummer opent het vierde album van Bush, The Dreaming, en was de eerste single van het album dat werd uitgebracht.

## Achtergrond
Onder druk van Bush haar platenmaatschappij werd Sat in your lap in juni van 1981 uitgebracht als single. EMI vreesde dat het grote publiek Bush zou vergeten wegens de steeds langer durende tussenpozen waarin nieuw materiaal verscheen. The Dreaming, het album waarop Sat in your lap zou verschijnen, werd pas in september 1982 uitgebracht. Een 12-inch uitgave van de single stond in de planning, maar werd uiteindelijk geschrapt. Voor de album-uitgave werd het nummer opnieuw geremixt.
De tekst van het nummer verhaalt over gevoelens van existentiële frustratie en de zoektocht naar kennis.
De B-kant van de single, Lord of the reedy river, was een cover van Donovan.
Sat in your lap werd in het Verenigd Koninkrijk een hit. Het piekte op de 11e plaats in de UK Singles Chart. In Nederland behaalde het de 32ste positie in de Single Top 100.